# Стамбольский, Христо
Христо Танев Стамбольский (болг. Христо Танев Стамболски, 8 августа 1843 в Казанлыке — 4 июня 1932 в Софии) — болгарский общественный деятель, один из участников борьбы за освобождение Болгарии от Османской империи. Врач (анатом), профессор медицинского факультета Имперского медицинского университета в Константинополе. Префект Сливена в Восточной Румелии, депутат Народного собрания Восточной Румелии, Начальник Дирекции земледелия, торговли и общественных зданий Восточной Румелии.

## Биография
Он первый ребенок в семье казанлыкских купца и учителя Стоенчо (Таню) и Дафины Стамбологлу. Родители были крайне набожными православными христианами и воспитали сына с опорой на религию. В результате, в 1852 году он стал чтецом тарновского митрополита Неофита. 14 августа 1852 года, накануне праздника Успения Богородицы, он помог местному священнику прозвонить новое металлическое било, поэтому он и священник были арестованы османами. По требованию влиятельных граждан Казанлыка оба были освобождены. После этого события молодой Христо начал бороться за свободу своих соотечественников.
Первоначально Стамбольский учился в Казанлыке. Там он научился переводить со старославянского на болгарский у Ивана Найденова и Тодора Кюльджията, турецкому у Илаоглу Мехмеда Эфенди, а греческому у Филиппа Велева и Петра Хаджипенева. В 1858 году, успешно сдав экзамены, он поступил в Императорское медицинское училище в Константинополе. Окончил его в звании майора. Впоследствии преподаватель анатомии в Гражданской медицинской школе и профессор анатомии в Военно-медицинской школе.
В Константинополе Стамбольский входил в Временный совет Болгарской экзархии и был председателем Болгарского общинного центра в Константинополе. Он использовал свой свободный доступ к высшим эшелонам турецкой иерархии для церковной борьбы. Он встречался с Василом Левским и помогал ему в поиске средств для национально-освободительного движения.
За участие в освободительной борьбе был сослан в город Сана (современный Йемен). Там паразитарная эпидемия среди солдат приводит его к изучению дракункулёза. Благодаря этому он получил всемирную известность и признание, а его баночки с «йеменским червём» до сих пор хранятся в Британском музее в Лондоне.
Будучи студентом Императорского медицинского училища, в 1865 году Стамбольский проявил необыкновенную самоотверженность в борьбе с эпидемией холеры, а в 1867 года участвовал в лечении больных пятнистым тифом, за что получил турецкий орден «Меджидие». В то же время он исследует старую арабскую медицинскую терминологию и адаптирует ее для использования в турецком языке. Переведенная им терминология до сих пор используется турецкими врачами. С 1875 года он был профессором анатомии и гистологии в светской Высшей медицинской школе в Константинополе. Переводит с французского на турецкий анатомический атлас и руководство по анатомии.
После Освобождения Стамбольский сначала поселился в Габрове. Он стал депутатом Народного собрания Восточной Румелии, префектом Сливена (1880—1881), Начальником Дирекции земледелия, торговли и общественных зданий Восточной Румелии (1881—1883), выступил инициатором основания сельскохозяйственной школы в Садове (Пловдивская область), служил городским врачом в Казанлыке. С 1903 года руководил кожно-венерологическим отделением Александровской больницы в Софии. Директор Санитарного управления во время Балканских войн. Член Восьмого Высшего медицинского совета. В годы правления Стефана Стамболова находился под домашним арестом из-за своей проросийской ориентации.
Стамбольский является автором обширных воспоминаний, содержащих много интересной информации об общественной жизни его времени. Сотрудничал с журналами «Право» и «Напредук», издаваемыми его другом Иваном Найденовым; после Освобождения сотрудничал с газетой «Мир», издававшей на разных языках труды по анатомии, антропологии, паразитологии и эпидемиологии.

## Сочинения
- Опровержение на рапортът на комисията, назначена от Областното събрание за изследвание някои дела по сградите, произведени от Дирекция на земледелието, търговията и обществените сгради / Състав. Христо Танев Стамболски. Пловдив: Центр. печ. Ед. Дионе, 1883.
- Стамболски, Христо. Няколко страници от старата българска история: За отношенията на българите към Византийската Ромейска империя. София, 1899.
- Стамболски, Христо. Една отровна целувка на софийската гара: Статия, посветена на бълг. младеж. София: П. М. Бъзайтов, 1901.
- Стамболски, Христо. Няколко порочни статии във възпитанието на нашата младеж. София: П. М. Бъзайтов, 1906.
- Стамболски, Христо. Сказка за новото анестезично средство «Стоваината»: Държана в Соф. мед. д-во на 30 май 1907 г. и доп. отпосле. София: Балкан, 1907.
- Стамболски, Христо. Автобиография, дневници, спомени. Т. 1 — 3 София: Държ. печ., 1927—1931 (1972).
- Stambolski, Christo. Du ver de Medine Filaria Medinensis: Extrait des memoires de son voyage a Yemen en Arabie. Sofia: Impr. centrale de T. Kalitcheff et c-ie, 1896 (1925)